# Standard Edison

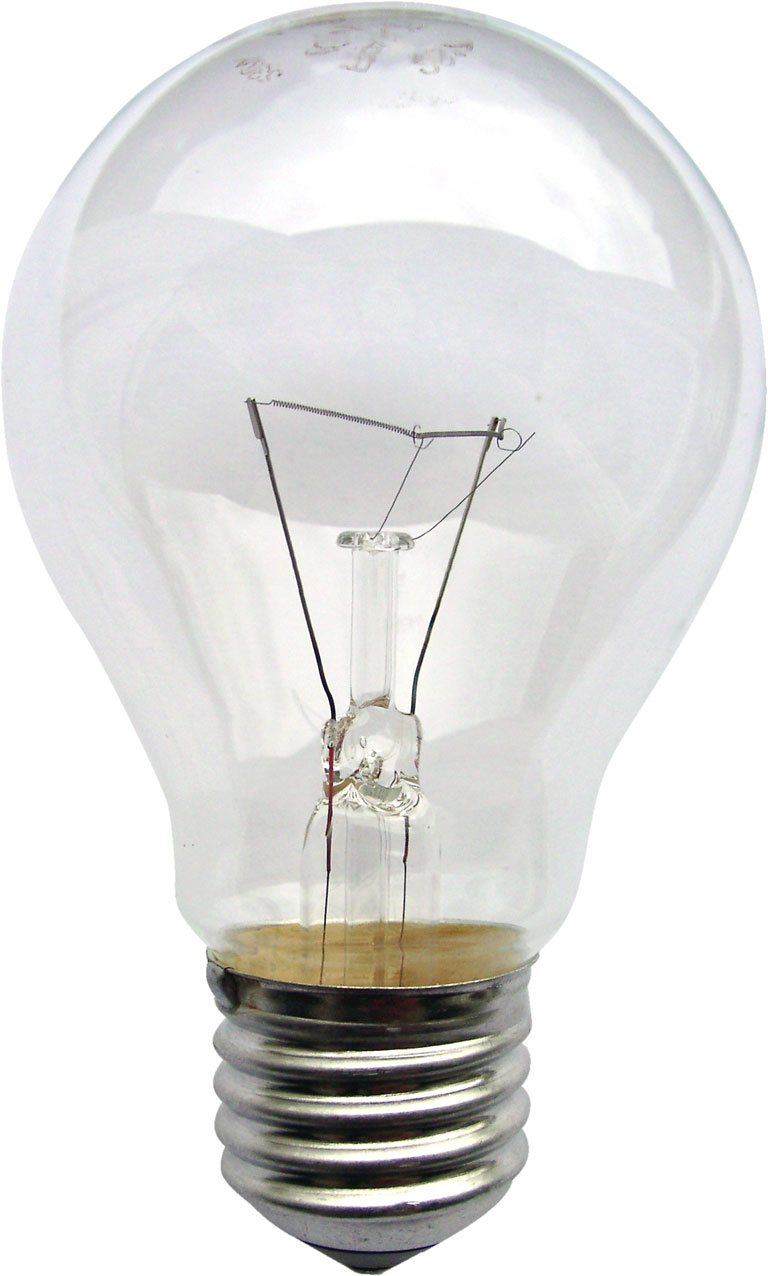
Lampadina a incandescenza con attacco a vite E27

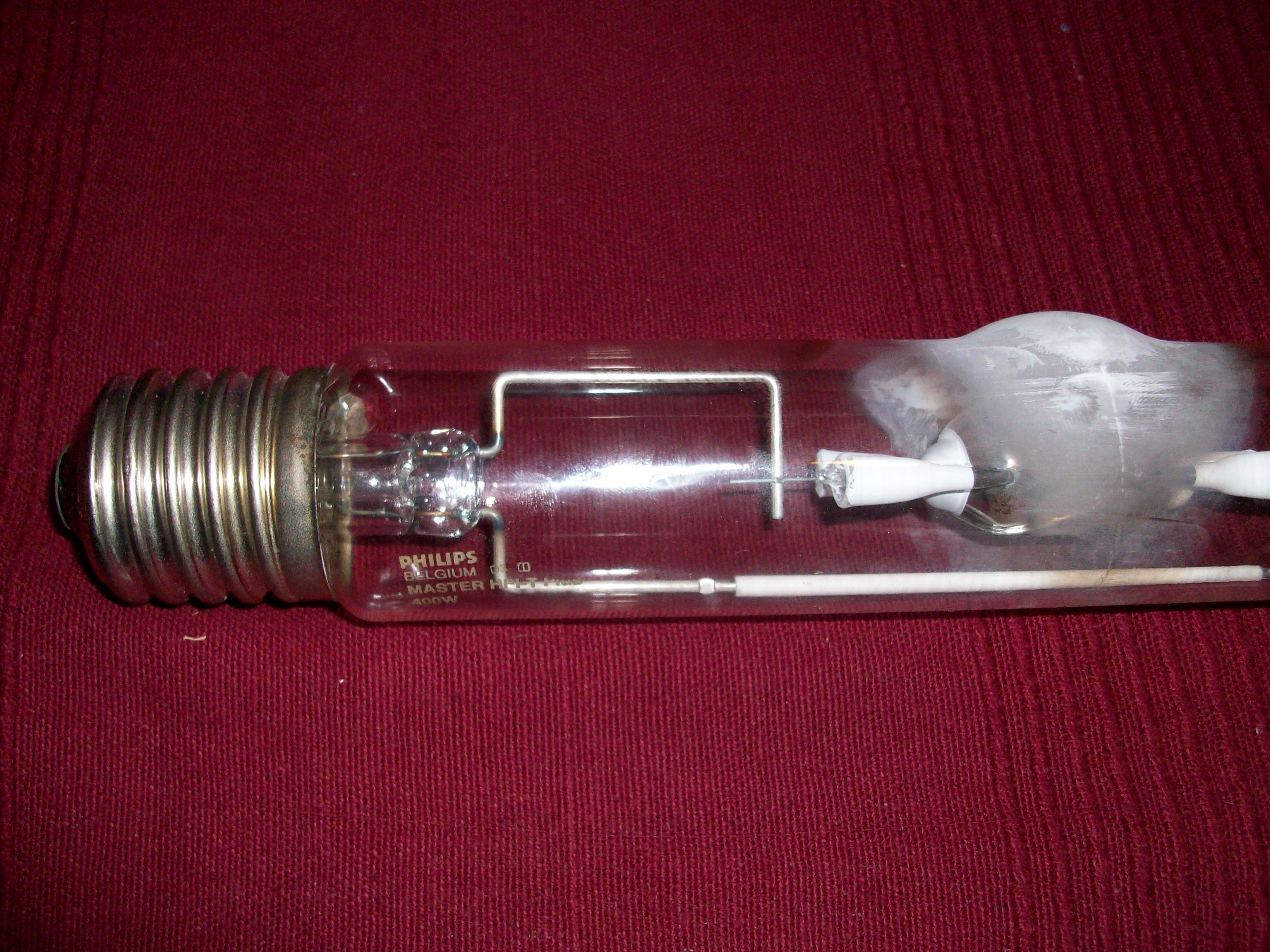
Lampada a ioduri metallici con attacco E40

Lo standard Edison definisce un sistema di connettori a vite per lampadine, sviluppato da Thomas Edison nel 1909 sotto il marchio Mazda, e tecnicamente normato dalla Commissione elettrotecnica internazionale. 

## Descrizione
La designazione Exx si riferisce al diametro in millimetri (ad esempio E27 sta per 27 mm). In Europa e dove si usa la tensione di rete domestica di 220-240 V solitamente gli attacchi standard sono l'E27 e l'E14 (quest'ultimo chiamato comunemente "Mignon"). Negli Stati Uniti e dove la tensione di rete è di 110 V invece si utilizzano l'E26, l'E17 e l'E12.

## Tabella sinottica
| Tipo        | Diametro | Nome                                    | Standard IEC             |
| ----------- | -------- | --------------------------------------- | ------------------------ |
| E5          | 5 mm     | Lilliput Edison Screw (LES)             | IEC 60061-1 (7004-25)    |
| E10         | 10 mm    | Miniature Edison Screw (MES)            | IEC 60061-1 (7004-22)    |
| E11         | 11 mm    | Mini-Candelabra Edison Screw (mini-can) | IEC 60061-1 (7004-6-1)   |
| E12 (110 V) | 12 mm    | Candelabra Edison Screw (CES)           | IEC 60061-1 (7004-28)    |
| E14         | 14 mm    | Small Edison Screw (SES)                | IEC 60061-1 (7004-23)    |
| E17 (110 V) | 17 mm    | (Intermediate) Small Edison Screw (SES) | IEC 60061-1 (7004-26)    |
| E26 (110 V) | 26 mm    | (Medium) (one-inch) Edison Screw (ES)   | IEC 60061-1 (7004-21A-2) |
| E27         | 27 mm    | (Medium) Edison Screw (ES)              | IEC 60061-1 (7004-21)    |
| E39         | 39 mm    | (Mogul) Giant Edison Screw (GES)        |                          |
| E40         | 40 mm    | (Mogul) Giant Edison Screw (GES)        | IEC 60061-1 (7004-24)    |